# لندو کالریسیان
لندو کالریسیان یک شخصیت داستانی در سری فیلم‌های جنگ ستارگان است. در سه‌گانه اصلی، لندو در نقش دوست قدیمی هان سولو معرفی شد. قبل از وقایع این فیلم، او مالک اصلی میلینیوم فالکون بود، تا زمانی که سفینه را در یک شرط‌بندی به هان باخت. در فیلم، او یک قاچاقچی سابق است که به عنوان مدیر بارون سیاره گازی بسپین به نمایش درآمد که بعدها عضوی از ائتلاف شورشیان می‌شود. ایفاگر نقش او بیلی دی ویلیامز در دو فیلم امپراتوری ضربه می‌زند (۱۹۸۰) و بازگشت جدای(۱۹۸۳) بود. همچنین جوانی او را دونالد گلاور در فیلم سولو: داستانی از جنگ ستارگان بازی می‌کند. لندو همچنین در جهان گسترش یافته جنگ ستارگان از جمله رمان‌ها، کتاب‌های کمیک و بازی‌های ویدئویی به چشم می‌خورد و در برخی از آنها حتی شخصیت اصلی است.
در مورد لندو یک علامت سؤال برای طرفداران وجود داشت که او پس از وقایع فیلم ششم کجا رفته و چه می‌کند و نظریه‌های بسیاری برای بازگشت دوباره او در سه‌گانه دنباله مطرح شد تا این که در اوایل ژوئیه ۲۰۱۸ اعلام شد که بیلی دی ویلیامز برای ایفای نقش لندو در قسمت نهم بازمی‌گردد.
این شخصیت به یکی از محبوب‌ترین شخصیت‌های فرنچایز تبدیل شده است و بازی بیلی دی ویلیامز مورد تحسین قرار گرفته است. بازی دونالد گلاور در فیلم Solo نیز با استقبال خوبی روبرو شد و از آن به عنوان یکی از نکات برجسته فیلم یاد شد. ویلیامز دو بار برای بازی در فیلم‌های «امپراتوری ضربه می‌زند» و «بازگشت جدای» نامزد دریافت جایزه ساتورن برای بهترین بازیگر نقش مکمل مرد شد.